# Stare Miasto (Zamość)
Osiedle Stare Miasto w Zamościu – jedna z szesnastu dzielnic (jednostek), na jakie podzielone jest miasto Zamość. Znajduje się w centrum miasta i graniczy z:
- Os. Planty (od wschodu)
- Os. Promyk i Os. Zamczysko (od południa, granica biegnie: linią kolejową i rzeką Łabuńką)
- Os. Karolówka i Os. Janowice (od zachodu, granica biegnie: rzeką Łabuńką)
- Os. Orzeszkowej-Reymonta (od północy, granica biegnie m.in. ulicami: Sadowa i Studzienna).

Poza zabytkowym Starym Miastem dzielnica ta obejmuje także tereny położone na zachód, wśród których można wyróżnić jedno odrębne osiedle z zabudową jednorodzinną:
- osiedle Podgroble – pomiędzy ulicami: Królowej Jadwigi, Podgroble, Podleśna. Jest to również jedna ze starszych części miasta, przez długi okres bardzo niewielka osada (już od XVII w.), dopiero po II wojnie światowej nastąpiła tu rozbudowa domów jednorodzinnych, głównie niewielkich.

## Stare Miasto
Zamojskie Stare Miasto to jedno z unikatowych miejsc w Polsce. Zostało wybudowane od podstaw według planu opracowanego przez włoskiego architekta Bernarda Morando, jaki nawiązywał do ówczesnych miast włoskich i miast idealnych. Wyróżnia je charakterystyczny układ urbanistyczny, na co wskazuje przebieg ulic przecinających się pod kątem prostym oraz linia dawnych umocnień miasta, na planie siedmioboku. Po wielu zmianach w jego historii, nadal jest jednym z nielicznych miast o takim zespole architektoniczno-urbanistycznym, co podkreśla wpisanie Zamościa w 1992 r. na Listę światowego dziedzictwa kultury UNESCO.
Znajduje się tu wiele zabytków, do których zaliczane są budynki świeckie (m.in. ratusz, dawny pałac Zamoyskich, budynek dawnej Akademii Zamojskiej), kościoły i dawne budynki sakralne (w tym katedra, kościoły franciszkanów, redemptorystów i św. Katarzyny, dawne budynki poklasztorne), charakterystyczne budynki dawnej ludności żydowskiej (zwłaszcza synagoga, mykwa) oraz pozostałości zamojskiej twierdzy (bastion, nadszańce, bramy miejskie).
Są tu także budynki nie wpisane na listę zabytków, ale godne uwagi, m.in. dawne jatki żydowskie.
Po licznych renowacjach, Stare Miasto nadal wymaga remontów, jakie są prowadzone dzięki staraniom podjętym m.in. przez władze miasta. Zrealizowano tu m.in. kilka programów rewitalizacji obejmujących niektóre bloki kamienic, ulic i placów staromiejskiej dzielnicy, dawną synagogę, katedrę, ponadto gruntowne prace poprawiły stan wybranych fragmentów zachowanych fortyfikacji Twierdzy Zamość i pobliskich terenów pofortecznych, a obecnie wykonywane są kolejne projekty, nadające Staremu Miastu nowy wizerunek.

## Ważniejsze obiekty

### Kultura
Mieszczą się tu także ważniejsze obiekty obejmujące m.in. kulturę, tj.:
- muzea: Muzeum Zamojskie, Muzeum Fortyfikacji i Broni „Arsenał”, Muzeum Sakralne Katedry Zamojskiej, niewielkie Muzeum Techniki Drogowej i Mostowej; Centrum „Synagoga” z Multimedialnym Muzeum Żydów Zamościa i Okolic oraz punktem informacyjno-kulturalnym Szlaku Chasydzkiego[8][9]; trasa turystyczna przez nadszaniec, bastion VII i kurtynę (udostępnione do zwiedzania po pracach remontowych; z wystawami dotyczącymi rozwoju fortyfikacji wewnątrz nadszańca[10]) oraz nowa trasa turystyczna w podziemiach oficyny ratusza[11];
- galerie: Biuro Wystaw Artystycznych-Galeria Zamojska, Galeria Fotografii „Ratusz”, galerie Liceum Plastycznego;

Stare Miasto to również miejsce licznych imprez czy wydarzeń, jakie odbywają się przede wszystkim na Rynku Wielkim (m.in. niektóre spektakle Zamojskiego Lata Teatralnego), ale również na otwartym terenie przy parku miejskim. Dawniej wiele imprez miało też miejsce w Amfiteatrze położonym koło nowej Bramy Lubelskiej (ul. W. Łukasińskiego), jaki został ostatecznie rozebrany w związku z realizacją nowego zagospodarowania wokół Starego Miasta. Współcześnie liczne przedsięwzięcia mają miejsce także w wybranych pubach i klubach (koncerty, wystawy).

### Handel, usługi
Na Starym Mieście dostępnych jest wiele sklepów i obiektów handlowo-usługowych różnych branż (obuwie, odzież, galerie, księgarnie, pamiątki, banki), skierowanych także do turystów, oraz targowisko na rogu ulic Bazyliańska i L. Zamenhofa. Po pracach remontowych funkcję handlową pełni ponownie wspomniany nadszaniec (Centrum Turystyczno-Handlowe „Nadszaniec”) oraz pobliski ciąg kiosków handlowych (przy ul. W. Łukasińskiego).
Zlokalizowane są tu liczne obiekty gastronomiczne (restauracje, bary, kawiarnie, pizzerie) oraz puby, co jest związane z turystyką i spędzaniem tu wolnego czasu. Podobnie w przypadku obiektów noclegowych takich jak hotele: „Arte” przy Rynku Wielkim, „Zamojski” w bloku kamienic obok ratusza między ul. H. Kołłątaja a ul. I. Pereca, „Renesans” przy ul. Greckiej, „Senator” przy Rynku Solnym i „Hotel 77” przy ul. L. Zamenhofa (w dawnej mykwie); oraz inne obiekty, m.in.: „Apartament” przy ul. Bazyliańskiej, hostel „Starówka” (ul. Solna), pokoje w Ośrodku Sportu i Rekreacji.

### Oświata
Poza licznymi zabytkami, inne ważniejsze w skali całego miasta obiekty to m.in. obiekty oświaty, głównie szkoły ponadpodstawowe:
- I Liceum Ogólnokształcące im. J. Zamoyskiego, Liceum Plastyczne im. B. Morando, Zespół Szkół Ponadpodstawowych nr (tzw. "ekonomik");
- również szkoły wyższe: Uczelnia Państwowa im. Sz. Szymonowica, Wyższa Szkoła Zarządzania i Administracji;
- pozostałe to: Państwowa Szkoła Muzyczna I i II stopnia im. K. Szymanowskiego.

### Urzędy, instytucje
Wśród ważniejszych instytucji i urzędów są tu: Urząd Miasta Zamość (ratusz i inne budynki), Urząd Statystyczny (ul. Podgroble), Urząd Pracy (pl. Wolności), Urząd Pocztowy nr 1 (w dawnym szpitalu kolegiackim przy ul. T. Kościuszki), Izba Skarbowa (ul. Podgroble), Straż Miejska (ratusz), Środowiskowy Dom Samopomocy (ul. Sadowa).
W tej dzielnicy, w jej zachodniej części (na zachód od parku, ul. Królowej Jadwigi) położony jest zamojski Ośrodek Sportu i Rekreacji, w którym znajdują się: stadion z bieżnią tartanową, hale sportowe, tor łuczniczy i inne. Pozostałe obiekty sportowe w granicach Osiedla Stare Miasto to pobliskie korty tenisowe przy ul. Studziennej (KT „Return”) oraz boisko.

## Tereny zielone

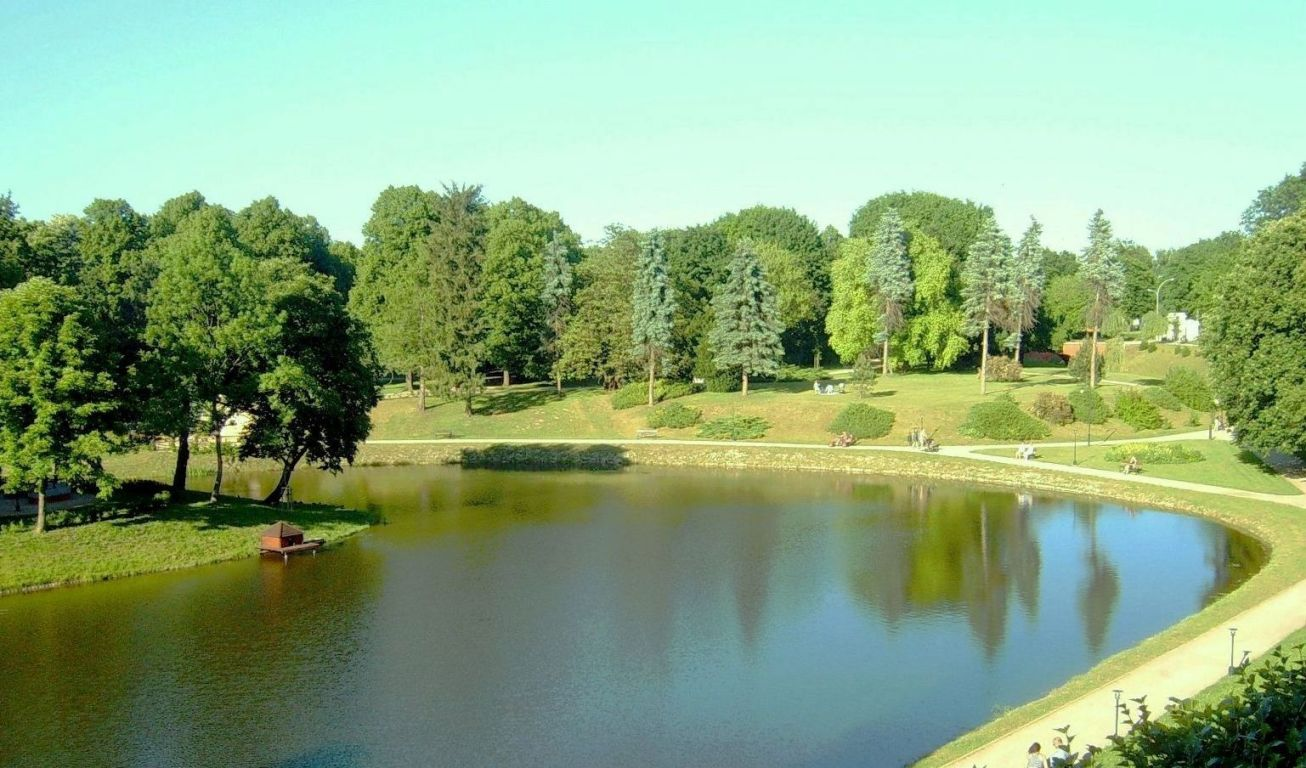
Staw w Parku Miejskim

Sporą część zajmuje tu także zieleń miejska. Na północ od zabudowy (między ulicami: Królowej Jadwigi i Akademicka) znajduje się park miejski, z licznymi alejkami oraz stawem, jaki został tu wyznaczony w okresie międzywojennym XX w. Na północ od tego parku są również otwarte tereny zielone, stanowiące dodatkowo miejsce licznych imprez w mieście. Z kolei tereny na południe (w kierunku Rotundy) i na zachód od Starego Miasta (między Starym Miastem a os. Podgroble) zajmują skwery z nielicznymi drzewami - dawniej był to słabiej urządzony park, tzw. „Małpi Gaj”. Niewielki skwer wśród staromiejskiej zabudowy stanowi Rynek Wodny, natomiast na północ i wschód od ul. W. Łukasińskiego oraz za północną i wschodnią linią murów (tzw. „kacze doły”, m.in. z pozostałościami innego kojca – między nadszańcami) zajmują trawniki. Przy południowej granicy tej dzielnicy, nad Łabuńką, znajdują się ogrody działkowe.

## Pomniki i tablice

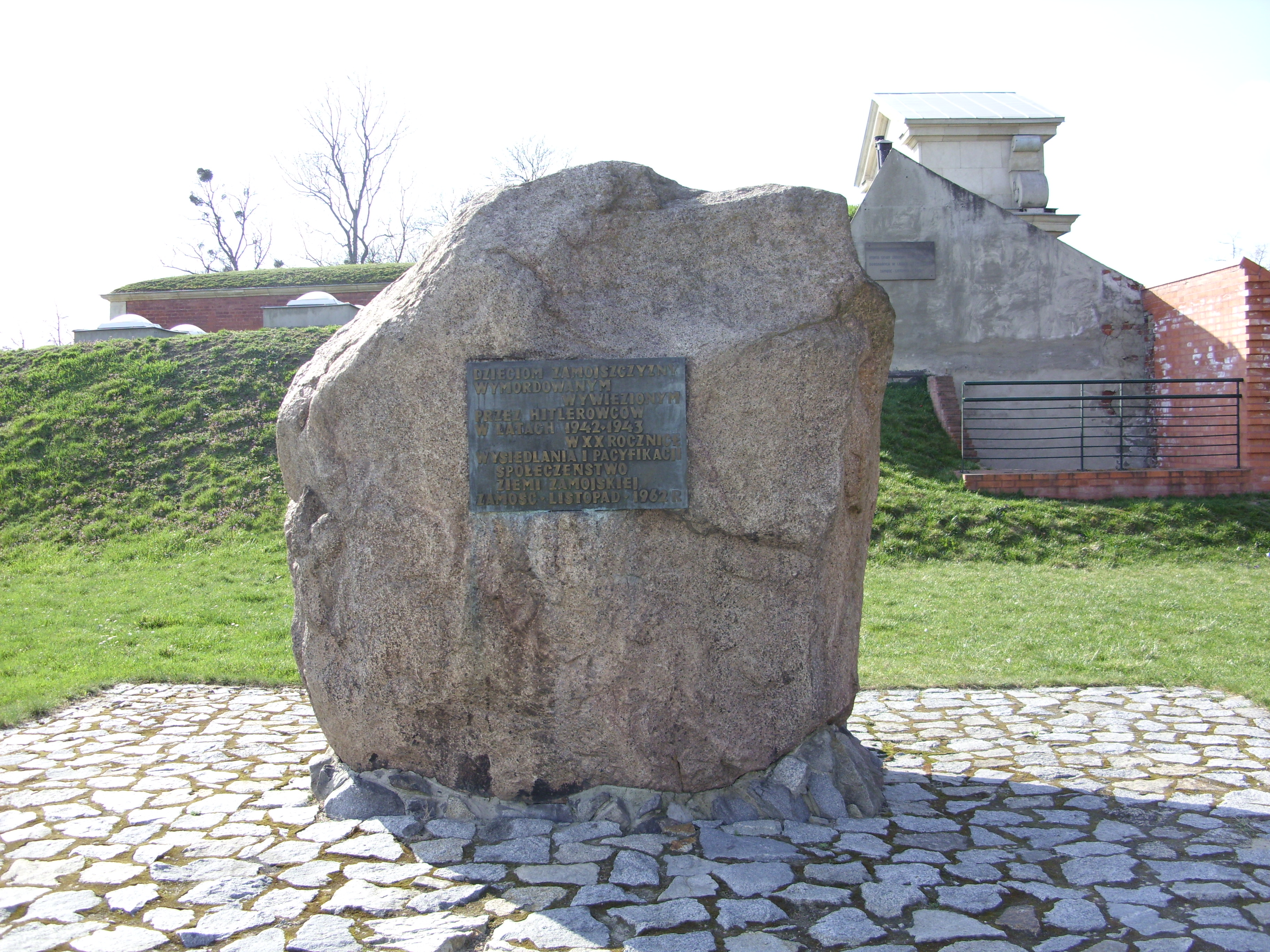
Dzieciom Zamojszczyzny, zamordowanym przez Niemców. Pomnik przy ul. Akademickiej

### Pomniki
- Pomnik-głaz Dzieci Zamojszczyzny – ul. Akademicka, przy Starej Bramie Lubelskiej;
- Pomnik Jana Pawła II – przy katedrze;
- Pomnik Jana Zamoyskiego – przed dawnym Pałacem Zamoyskich;
- Pomnik króla Dawida Psalmisty – ul. W. Łukasińskiego, w pobliżu Nowej Bramy Lubelskiej;
- Pomnik-Krzyż „Katyń 1940” – koło kościoła św. Katarzyny;
- Pomnik Pamięci Ormian – ul. W. Łukasińskiego (za hotelem „Renesans”, w pobliżu nadszańca bastionu VII);
- Popiersie Stanisława Staszica – park miejski.

### Tablice, miejsca pamięci

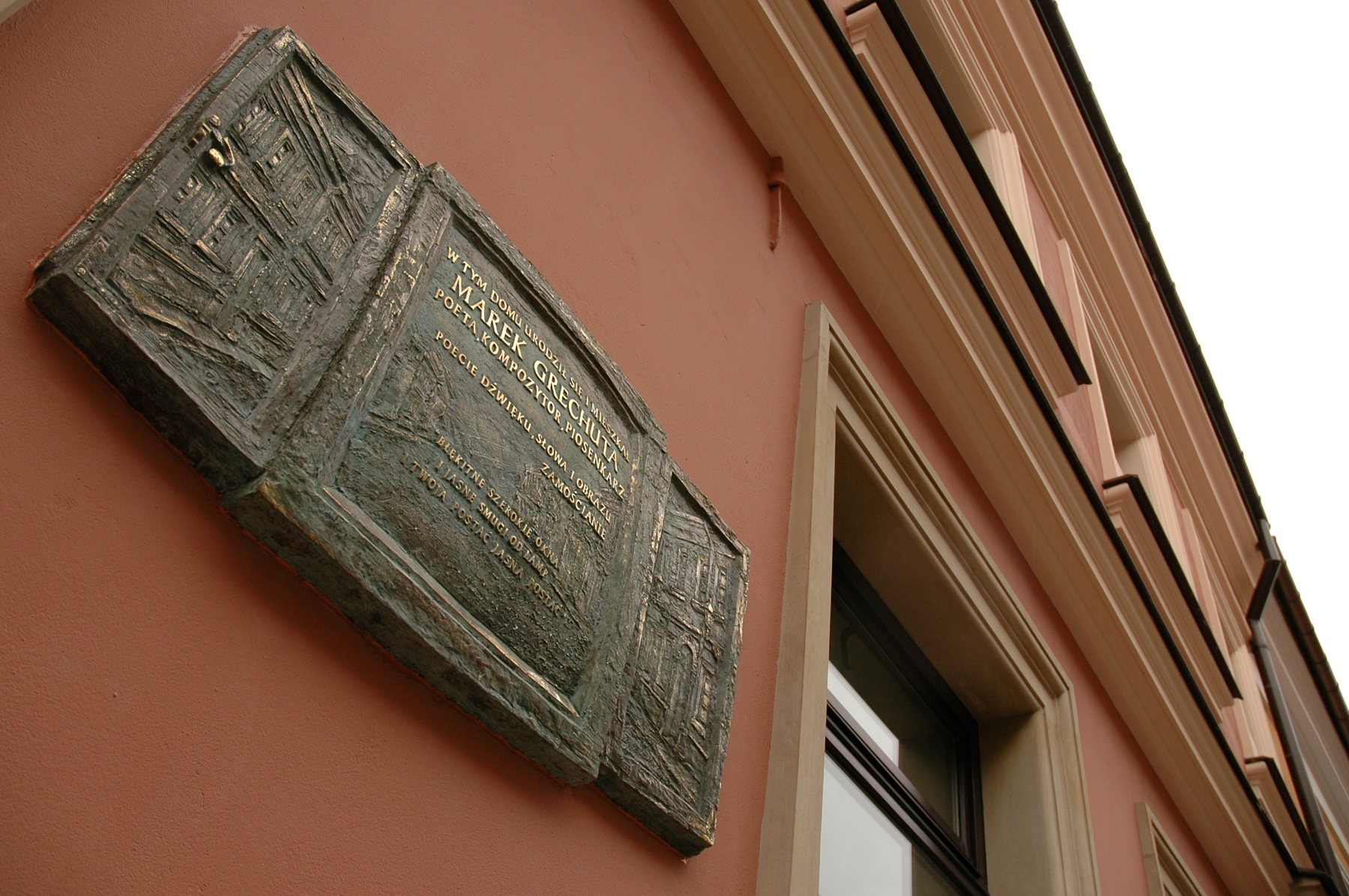
Tablica pamiątkowa M. Grechuty przy ul. Grodzkiej 7

- liczne tablice poświęcone pamięci ofiarom II wojny światowej (m.in. Dzieci Zamojszczyzny) – w przejściu przez dzwonnicę przy katedrze
- tablica pamięci pomocy Węgrom podczas powstania w 1956 r. – ul. J. Piłsudskiego 1
- tablica Marka Grechuty – ul. Grodzka 7
- tablica Bolesława Leśmiana – ul. T. Kościuszki 4 („Centralka”)
- tablica Michała Pieszki – ul. S. Staszica 31 (Rynek Wielki)
- tablica Józefa Piłsudskiego – ul. Rynek Wielki 13 (Ratusz)
- tablica Leopolda Skulskiego – ul. Ormiańska 22 (Rynek Wielki)
- tablica Wincentego Witosa – ul. Kolegiacka 16/ul. S. Staszica 39
- płyta Józefa Piłsudskiego – ul. Rynek Wielki (przed Ratuszem)
- płyta Michała Wazowskiego (d. burmistrza Zamościa przed II wojną światową) – ul. Rynek Solny
- płyty w „Alei Sław”[12], ul. Grodzka:
  - Pawła Dudzińskiego
  - Jana Englerta
  - Mariana Koniecznego
  - Jerzego Kowalczyka
  - Jana Machulskiego
  - Janusza Stannego
  - Stefana Szmidta
  - Beaty Ścibakówny
  - Tadeusza Wicherka
  - Jana „Ptaszyna” Wróblewskiego
  - Krzysztofa Zanussiego

## Galeria

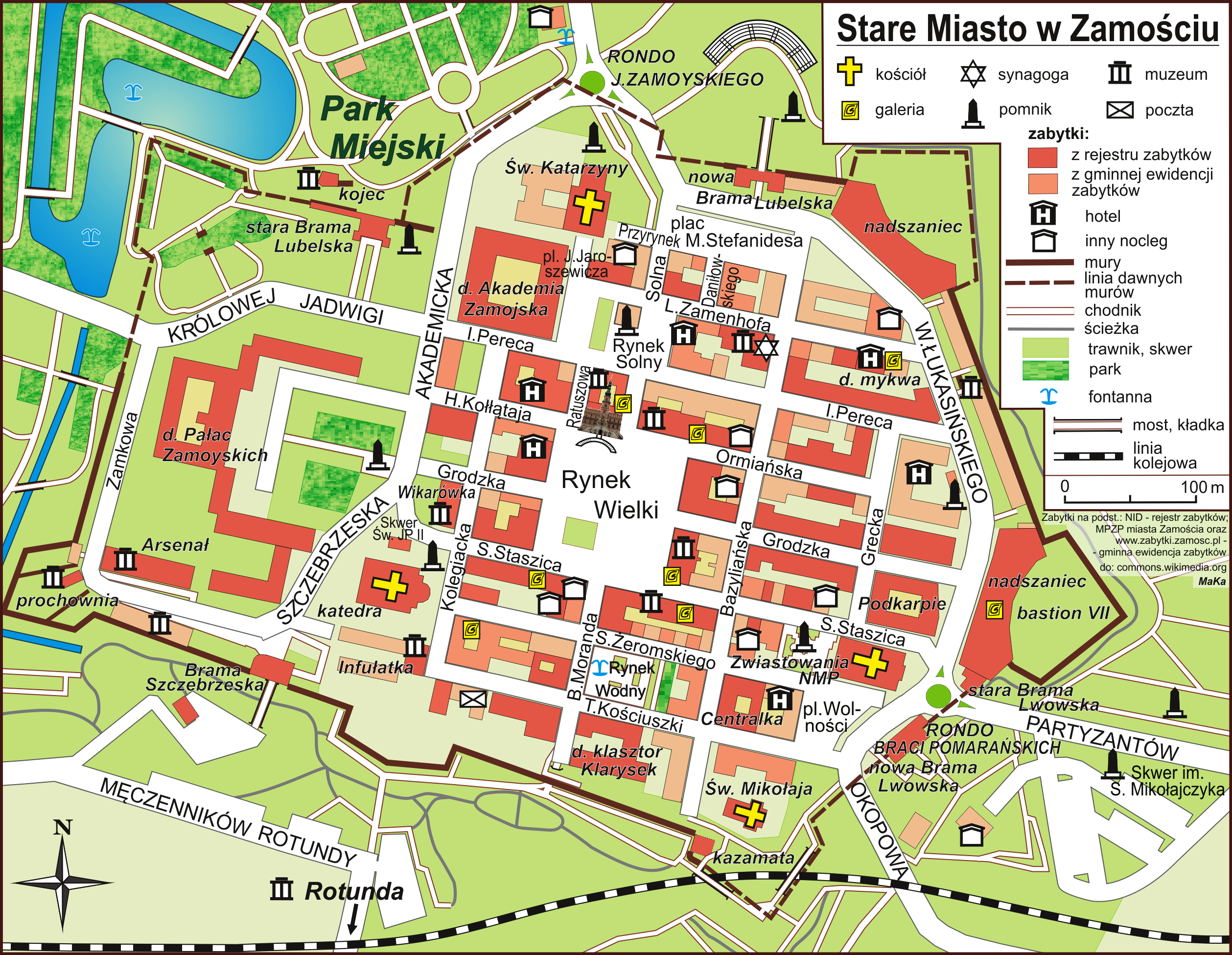
Plan Starego Miasta
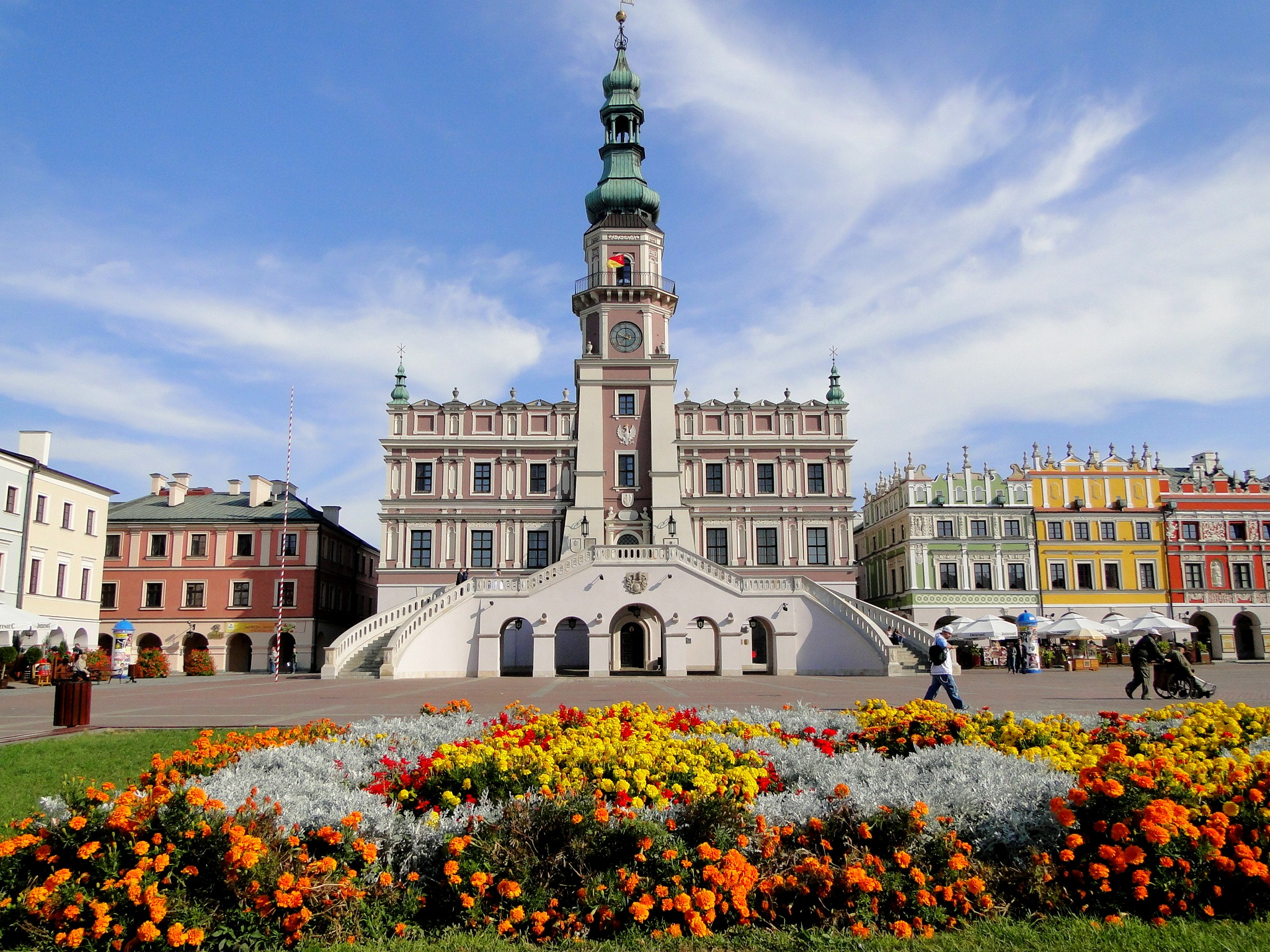
Ratusz i kamienice ormiańskie przy Rynku Wielkim
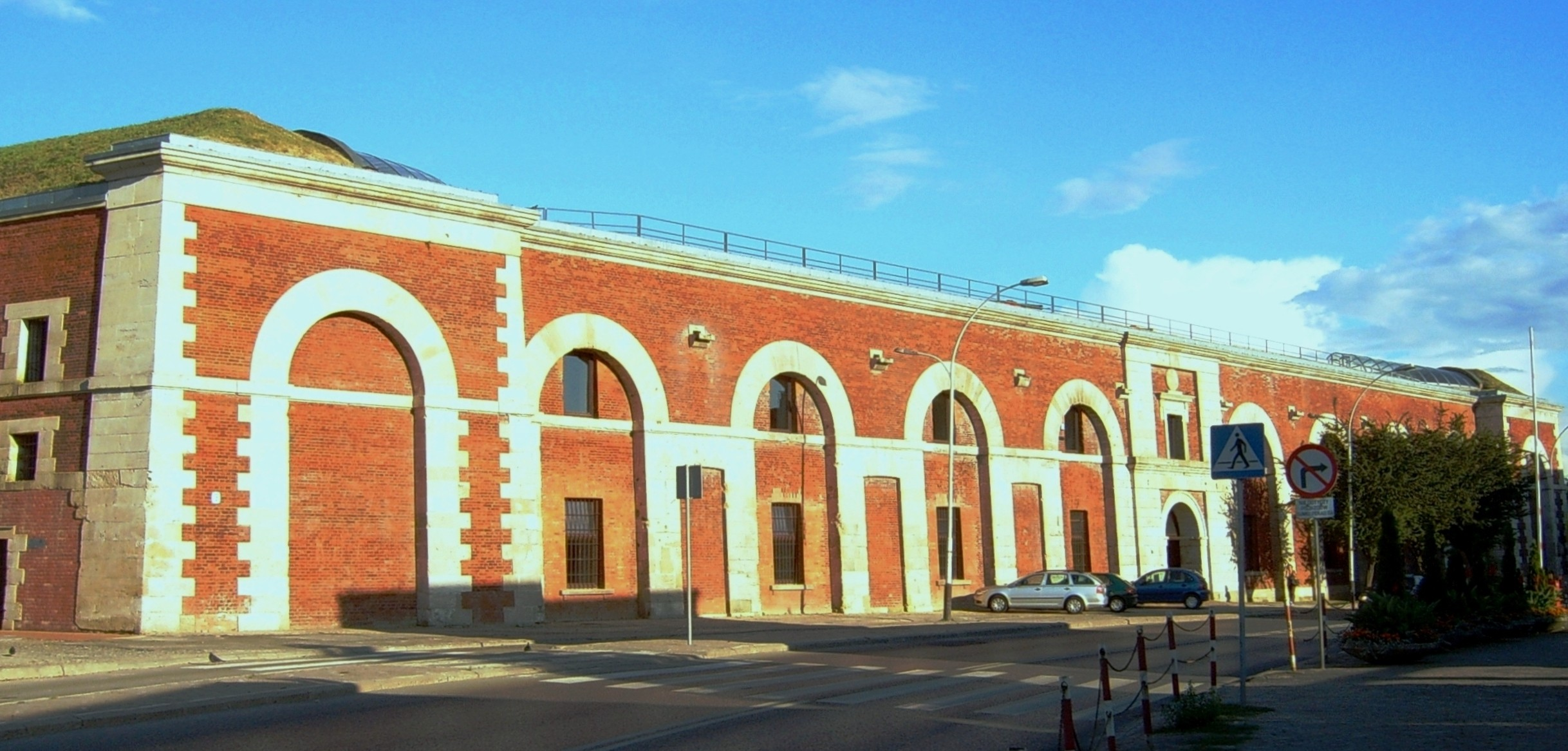
Nadszaniec przy bastionie VII
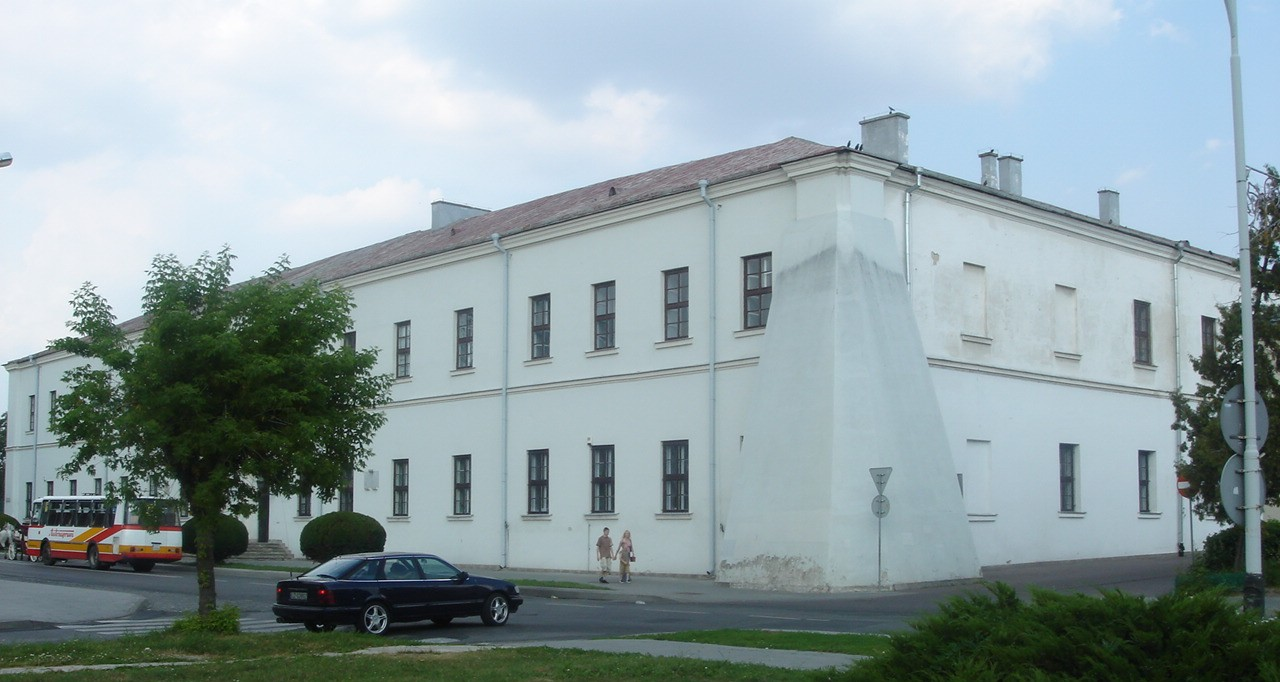
Dawna Akademia Zamojska
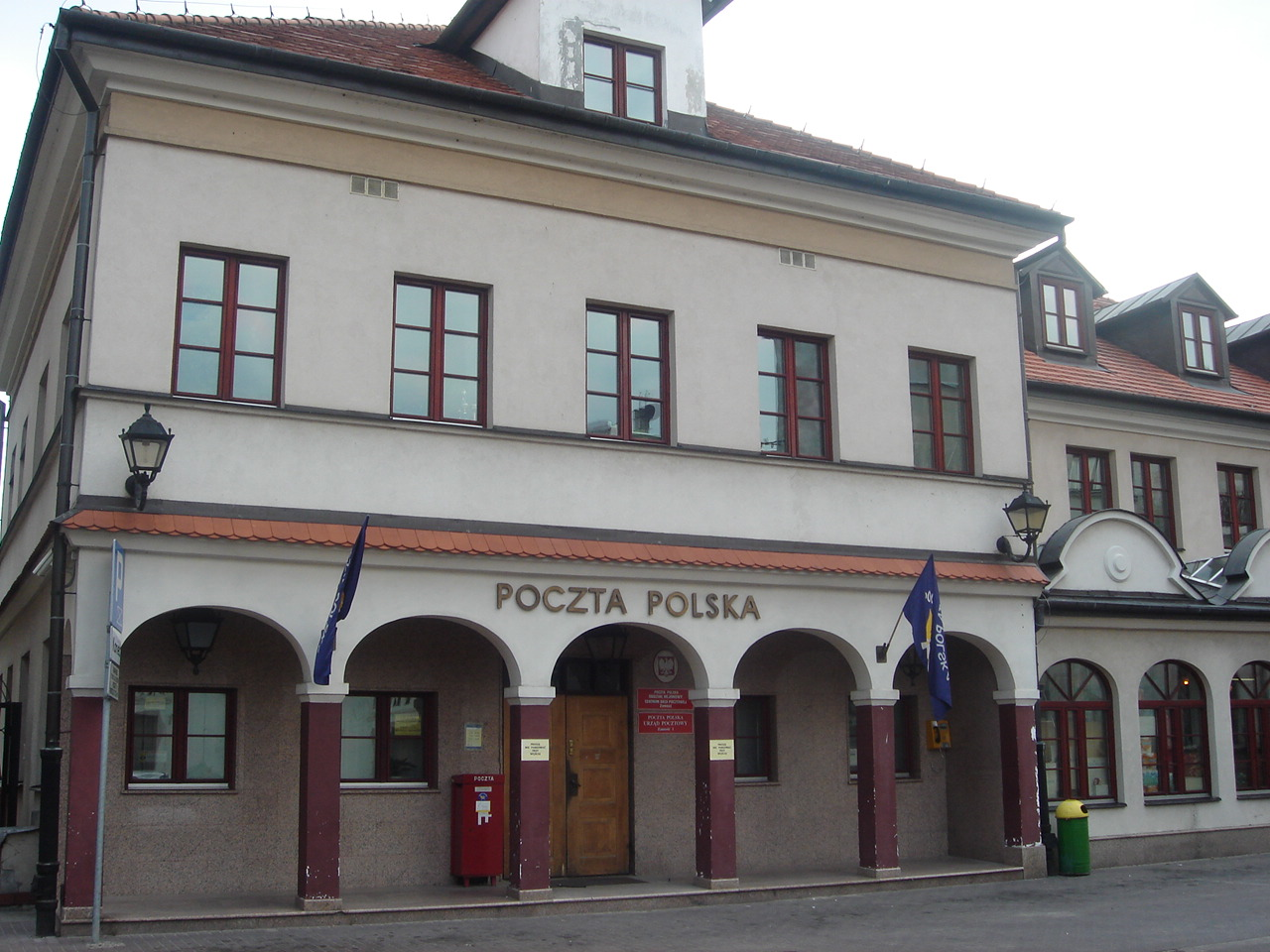
Urząd Pocztowy 1
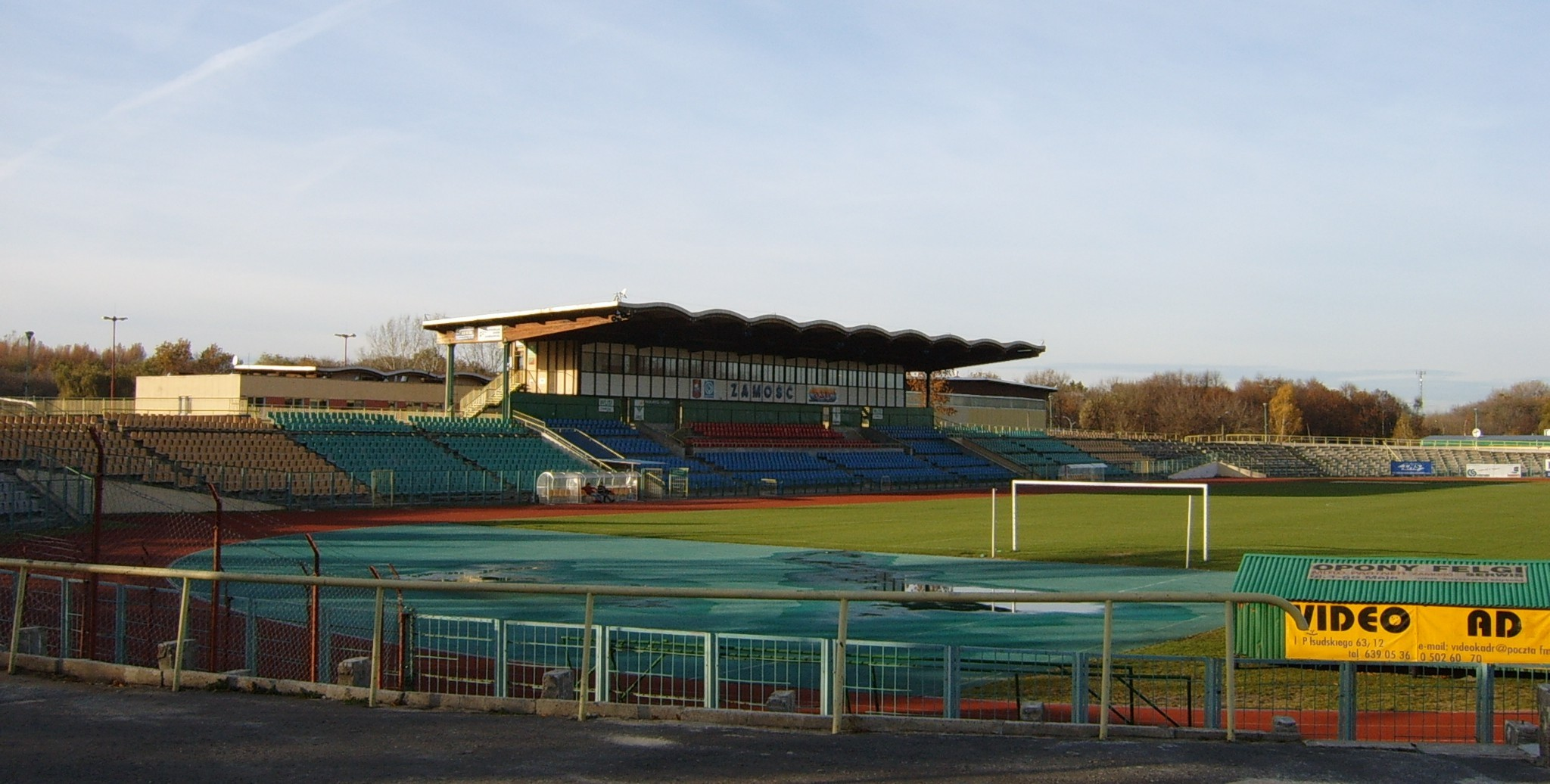
Stadion OSiR